# Sogni d'oro

Sogni d'oro est un film italien de Nanni Moretti sorti en 1981.
Pour plus de détails, voir Fiche technique et Distribution.

## Synopsis
Un metteur en scène effectue une tournée de débats dans les universités, les écoles, les instituts religieux ayant pour thème sa dernière œuvre : un film sur les jeunes. À chaque réunion, il est taxé d'intellectualisme et on lui demande s'il pense pouvoir intéresser l'Italie profonde avec un tel film...

## Fiche technique
- Titre : Sogni d'oro
- Réalisation :  Nanni Moretti
- Scénario : Nanni Moretti
- Musique : Franco Piersanti
- Décors : Gianni Sbarra
- Costumes : Lia Morandini
- Photographie : Franco di Giacomo
- Son : Franco Borni
- Montage : Roberto Perpignani
- Société de production : Opera Film Produzione, Rai 1
- Pays d'origine :  Italie
- Genre : comédie dramatique
- Durée: 105 minutes
- Dates de sortie :
  - Italie : 10 septembre 1981
  - Portugal : 24 janvier 1986
  - France : 3 avril 1991

## Distribution
- Nanni Moretti : Michele Apicella
- Nicola Di Pinto : Nicola
- Laura Morante : Silvia
- Remo Remotti: Freud
- Piera Degli Esposti : mère de Michele
- Alessandro Haber : Gaetano
- Gigio Morra : Gigio Cimino
- Claudio Spadaro : Claudio
- Miranda Campa : mère de Freud
- Sabina Vannucchi : fille de Freud

## Récompense
- Nanni Moretti a obtenu le Prix spécial du Jury à la Mostra de Venise en 1981 pour ce film.